# Музей Рахмі Коча
Музей Рахмі Коча на пристані Хаскьой у Стамбулі, затока Золотий Ріг, — промисловий музей на узбережжі. У 1994 році бізнесмен Рахмі Коч відкрив музей турецької промисловості та транспорту. Це перший великий музей, присвячений історії промисловості та зв'язку.
У музеї часто проводяться конференції, концерти та спеціальні виставки. Однією з них є виставка зразків машин, створених за малюнками Леонардо да Вінчі, під назвою «Леонардо: виставка універсального генія», відкрита наприкінці 2006 року.

## Відділи
Музей складається з трьох основних відділів: Ленгерхан, Корабельня та виставкова зона просто неба.

### Ленгерхан
Ленгерхан має вигляд місця, прикутого ланцюгом, який кинутий у море, і з якорем на кінці. Ця будівля у Хаскьої, одна з найвідоміших у Туреччині та Стамбулі, є однією із відділів музею з 1996 року. Вона збудована у 18 столітті, під час правління Ахмеда III, на фундаменті візантійської споруди XII століття. Була відновлена під час правління Селіма і після створення Республіки стала тютюновим заводом Cibali. Дах будівлі був серйозно пошкоджений пожежею у 1990 році. Вона залишалася покинутою до 22 серпня 1996 року, коли її придбав «Музей і культурний фонд Рахмі М. Коча».
Однією з найвизначніших робіт у цьому відділі музею є дослідницькі інструменти та машини обсерваторії Канділлі університету Боазічі. Окрім будівлі Ленгерхан, де є літаки, локомотиви, історичні транспортні засоби, іграшки та моделі, друкарські машинки та комунікаційні пристрої, є ресторан із французькою кухнею під назвою «Café du Levant».

### Корабельня
Корабельня, яка наразі використовується як експозиційна площа музею Рахмі М. Коча, була побудована у 1861 році Компанією i Hayriye (сьогодні IDO) для обслуговування та ремонту поромів. Коли для музею було придбано корабельню, вона складалася з 14 будівель, столярних виробів та саней.
Експонати, представлені у цьому відділі, — це колекція морського флоту, предмети комп'ютерної історії, мотоцикли та велосипеди, кінні вагони, класичні машини, залізничний транспорт, сільськогосподарські об'єкти, фабрика оливкової олії та підводна колекція. Також у цьому відділі знаходиться галерея Рахмі Коча.

### Зовнішня виставкова зона
Окрім організації заходів на передньому подвір'ї на березі Золотого Рогу, експонуються літак Дуглас DC-3, підводний човен TCG Uluçalireis, паровий буксир Vernicos Irini та промислові археологічні приклади. Також є конференц-зал на 130 місць, базар, човни та корабельні машини.

## Артефакти

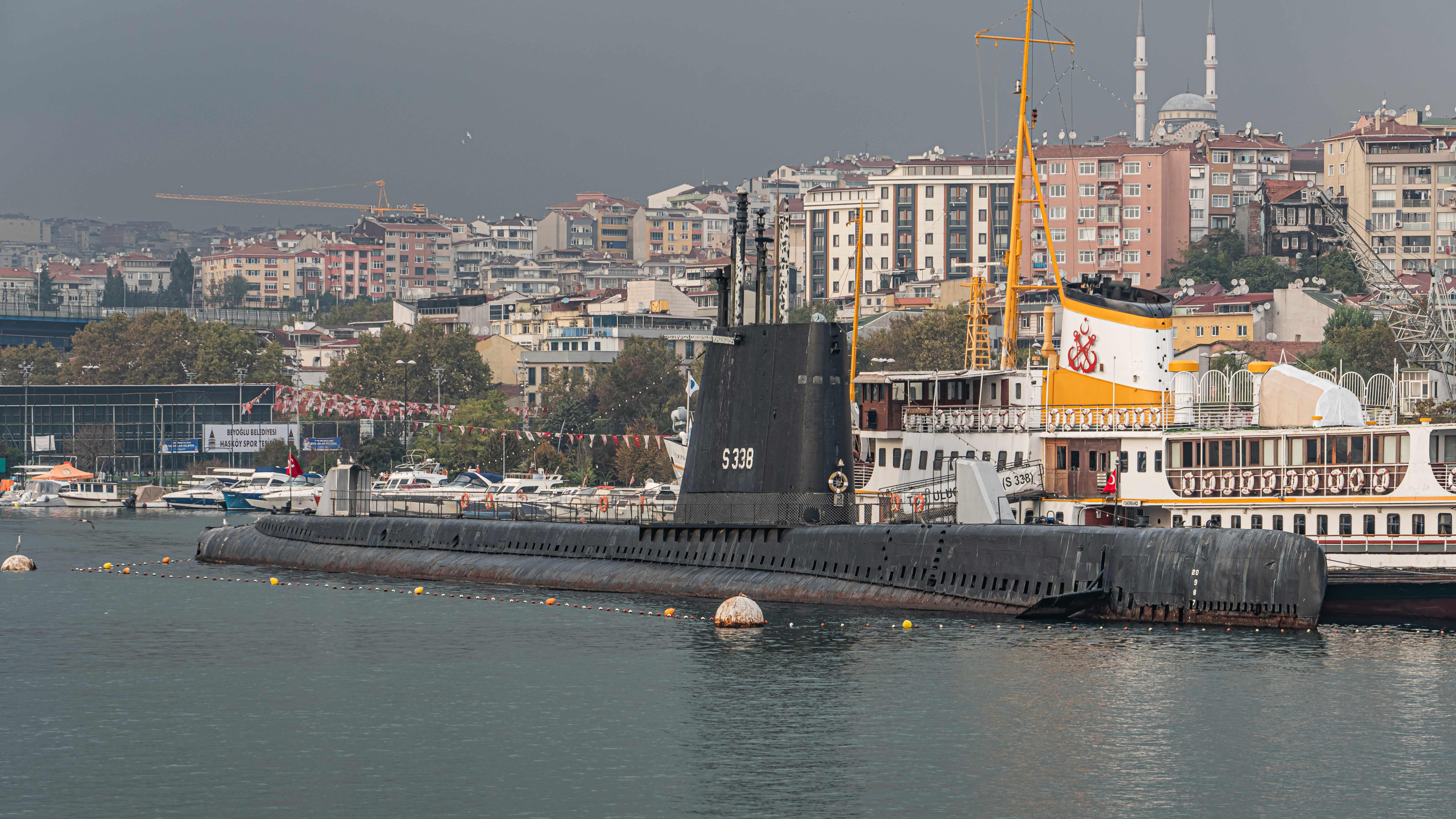
Підводний човен TCG Uluçalireis, (музей Рахмі М. Коча, Золотий Ріг)

Основна колекція музею з тисячі важливих предметів, насамперед промисловості та транспорту, складається з наступного:
- Підводний човен TCG Uluçalireis
- Рентгенівський інструмент «Альбіон» 1917 року
- Автомобіль-амфібія «Amphicar» 1961 року
- Парова машина Мальдена 1898 року
- Фабрика оливкової олії
- Традиційні магазини
- Вагон султана
- Локомотив G10
- Катер Riva Aquarama
- Запатентована модель Томаса Едісона
- Літак Douglas DC-3 «Dakota»
- Паровий апарат «SS Kalender»
- Бомбардувальник B-24 «Hadley's Harem»

## Зображення

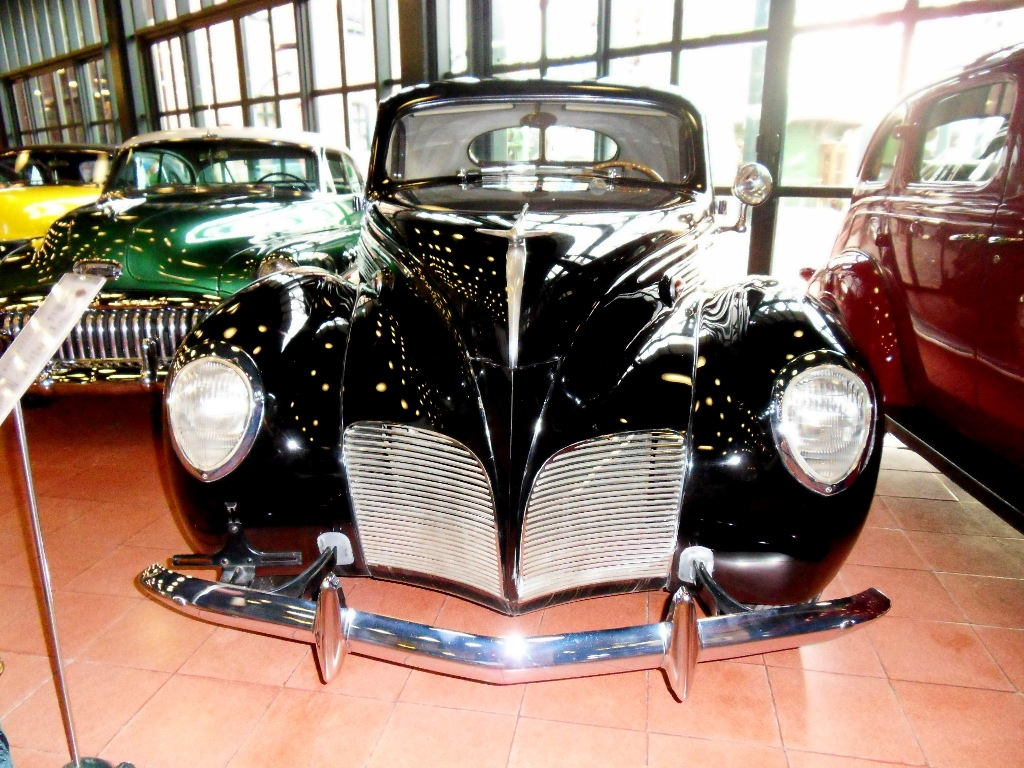
Стара машина.
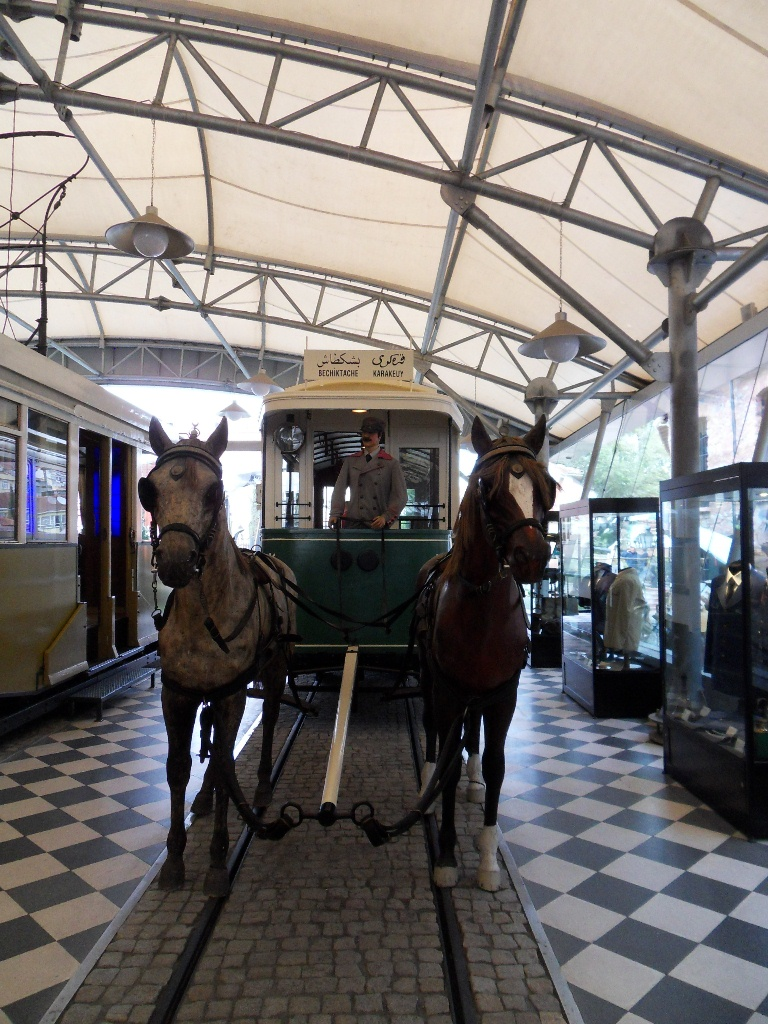
Оригінальний трамвай.
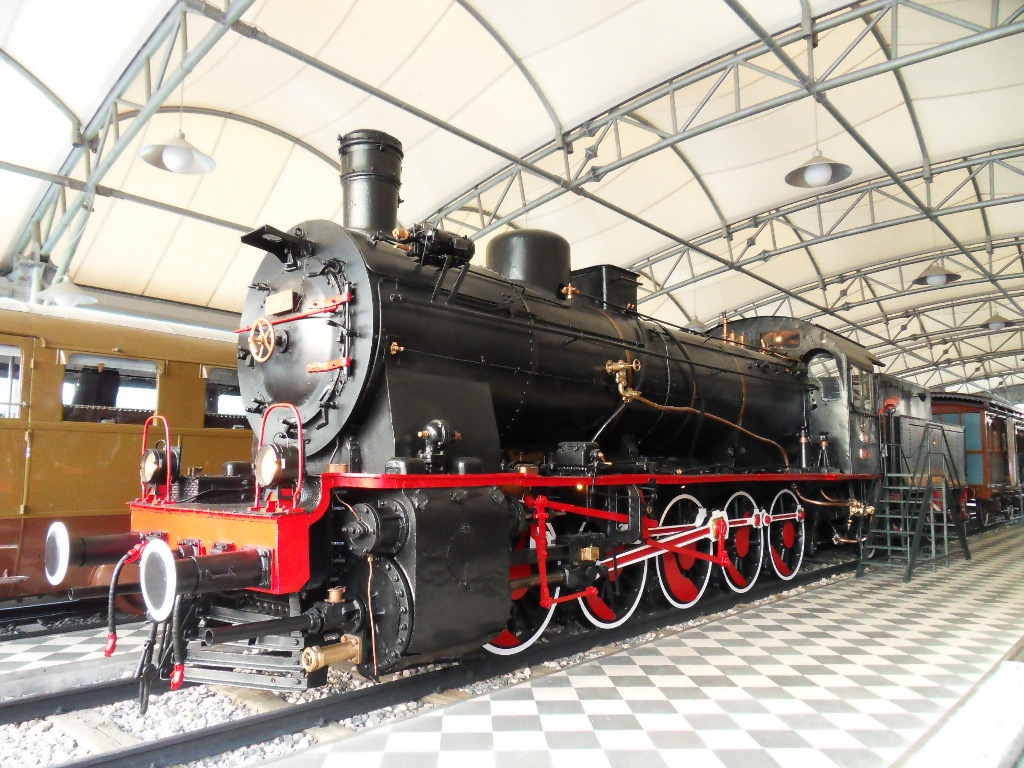
Старий паровоз.